# Tetsuo Narikawa
Tetsuo Narikawa (Iidabashi, 15 de abril de 1944 – 1 de janeiro de 2010) foi um ator japonês que ficou famoso por interpretar o papel-título de Spectreman. Era também um especialista em caratê e judô, e foi fundador e presidente da Liga Internacional de Karate no Japão.

## Biografia

Tetsuo Narikawa, como o protagonista do seriado Spectreman.

Tetsuo Narikawa nasceu no Japão, na cidade de Tóquio. Ele era casado com a ex-atriz Shôko Sekiguchi. Curiosamente, Tetsuo não estava cotado para fazer o papel de Kenji em Spectreman. O ator e modelo Jiro Dan estava inicialmente cotado para estrelar a série, chegando inclusive a gravar um episódio piloto de oito minutos de duração, em que o herói tinha um visual bem diferente do que nós conhecemos. Após a gravação deste episódio, Jiro Dan não topou continuar no projeto final, optando por interpretar o herói Hideki Goh, da série "O Regresso de Ultraman". Mesmo Tetsuo sendo um carateca experiente, os produtores da série resolveram não explorar esse lado do ator.
Anos mais tarde, mais precisamente em 1974, Narikawa fez uma ponta como vilão no seriado Ultraman Leo, interpretanto o alien Atlanta.
Após abandonar a carreira de ator, Tetsuo deu aulas de karatê e judo. Após um tempo ele fundou e foi presidente da Liga Internacional de Karate no Japão.
Tetsuo Narikawa morreu no dia 01 de janeiro de 2010, vítima de câncer de pulmão, aos 65 anos de idade. Narikawa era fumante e provavelmente esse foi o desencadeador de sua enfermidade. Curiosidade: no quarto episódio da série Spectreman, "Operação sequestro diabólico", Kenji, personagem de Narikawa na série, aparece fumando na cena em que ele está almoçando com Minnie e está sendo procurado por Karas.